# Asarum kinoshitae
Asarum kinoshitae är en piprankeväxtart som först beskrevs av Fumio Maekawa och Kinosh., och fick sitt nu gällande namn av T.Sugaw.. Asarum kinoshitae ingår i släktet hasselörter, och familjen piprankeväxter. Inga underarter finns listade i Catalogue of Life.